# Губань Марія Григорівна
Марія Григорівна Губань (нар. 14 серпня 1947, село Чапаєвка, тепер село Калинове Таращанський район Київська область) — українська радянська діячка, ланкова колгоспу імені Чапаєва Таращанського району Київської області. Депутатка Верховної Ради СРСР 11-го скликання.

## Біографія
Народилася в селянській родині. Освіта середня. 
З 1964 року — телятниця, з 1972 року — ланкова колгоспу імені Чапаєва села Чапаєвка Таращанського району Київської області. Збирала високі врожаї цукрових буряків.
Потім — на пенсії в селі Чапаєвка (тепер — Калинове) Таращанського району Київської області.

## Нагороди
- орден Трудової Слави ІІІ ст.
- медалі